# Tadhg Furlong

a Compétitions nationales et continentales officielles uniquement.

b Matchs officiels uniquement.
Dernière mise à jour le 4 août 2025.
Tadhg Furlong, né le 14 novembre 1992 à Wexford (Irlande), est un joueur international irlandais de rugby à XV. Il joue au poste de pilier droit au Leinster en United Rugby Championship depuis 2013.
Avec sa province, il remporte le championnat à cinq reprises en 2014, 2018, 2019, 2020 et 2021, et la Coupe d'Europe en 2018. En sélection nationale, avec qui il joue depuis 2015, il remporte le Tournoi des Six Nations en 2018 et 2023 en réalisant le Grand Chelem à chaque fois.

## Biographie

### Jeunesse et formation
Tadhg Furlong est issu d'une famille d'agriculteurs de la paroisse de Horeswood dans le comté de Wexford. La mère de Furlong, Margaret, est directrice de la Ballycullane National School. Son père James, jouait au poste de pilier au New Ross RFC, équipe dans laquelle Tadhg Furlong commence le rugby. Il a également joué au football gaélique et au Hurling pour Horeswood, cependant, son physique était bien plus adapté pour jouer au rugby que pour pratiquer ces deux autres sports, c'est pourquoi il décide de continuer le rugby.
Durant la saison 2010-2011, il rejoint l'académie du Leinster. Il y est l'un des rares joueurs à ne pas être originaire de la classe moyenne de l'agglomération de Dublin. 
Au cours de sa formation, il compte également des sélections des équipes d'Irlande de rugby des moins de 18 et de 19 ans, et onze sélections avec l'équipe d'Irlande de rugby à XV des moins de 20 ans de 2011 à 2012, avec qui il participe notamment aux Championnats du monde junior ces deux années là et au Tournoi des Six Nations des moins de 20 ans en 2011.

### Débuts professionnels puis internationaux (2013-2017)
Tadhg Furlong fait ses débuts avec le Leinster le 1er novembre 2013, à l'occasion de la septième journée de Pro12 de la saison 2013-2014, contre les Dragons, lorsqu'il entre en jeu à la place de Marty Moore en seconde période. Il joue 20 minutes et son équipe s'impose 19 à 23,. Pour sa première saison, il joue sept matchs de championnat, dont trois en tant que titulaire. Sa province atteint et remporte la finale du championnat face aux Glasgow Warriors, cependant, Furlong ne participe pas à cette rencontre. Bien qu'il ne participe pas à la finale, il remporte le premier titre de sa carrière.
La saison suivante, en 2014-2015, Furlong gagne beaucoup de temps de jeu. Il joue 25 matchs toutes compétitions confondues, pour six titularisations et marque trois essais. À l'issue de cette saison, il est sélectionné pour la première fois en équipe d'Irlande par Joe Schmidt, dans un groupe de 45 joueurs pour les matchs de préparation à la Coupe du monde 2015. Il connaît sa première cape le 29 août 2015, face au Pays de Galles. Il est sur le banc des remplaçants en début de rencontre puis remplace Nathan White à la 57e minute de jeu, mais les siens sont battus 10 à 16. Il joue un second match de préparation, contre l'Angleterre, puis est retenu dans le groupe des 31 joueurs pour la Coupe du monde. Durant cette compétition, il ne joue qu'une seule rencontre, en phase de poule lors d'une victoire 44-10 face à la Roumanie.
Durant la saison 2015-2016, il continue de gagner du temps de jeu et de l'importance au Leinster. Il participe à seize rencontres de championnat, dont dix en tant que titulaire. Sa province termine première de la phase régulière puis se qualifie en finale après avoir éliminé l'Ulster en demi-finale. En finale, face au Connacht, Furlong débute sur le banc, avant de remplacer Mike Ross en tout début de deuxième mi-temps. Cependant, le Connacht crée la surprise et s'impose pour la première fois de son histoire dans la compétition en remportant ce match sur le score de 20 à 10,. Avec l'Irlande, il est dans un premier temps sélectionné pour le Tournoi des Six Nations 2016, durant lequel il joue les deux premiers matchs, avant de subir une blessure, mettant fin à son tournoi. L'Irlande termine troisième. En fin de saison, il est de nouveau convoqué en équipe nationale pour la tournée d'été en Afrique du Sud. Il joue trois matchs face aux Springboks dont un en tant que titulaire pour la première fois avec le XV du Trèfle.
En 2016-2017, il devient petit à petit le pilier droit titulaire du Leinster mais aussi de l'Irlande. Il est d'abord appelé pour les tests internationaux d'automne 2016. Il est titulaire lors de trois matchs où son pays affronte la Nouvelle-Zélande à deux reprises et l'Australie. Quelques mois plus tard, il est de nouveau sélectionné pour le Tournoi des Six Nations 2017. Il est le pilier droit irlandais titulaire pour les cinq matchs de la compétition qui voit son pays se classer à la deuxième place derrière l'Angleterre. Avec le Leinster il termine deuxième de la phase régulière derrière le Munster, puis est éliminé en demi-finale par les Scarlets qui remportent ensuite le championnat.
À l'issue de cette saison, il est sélectionné par Warren Gatland pour la tournée 2017 des Lions britanniques et irlandais en Nouvelle-Zélande. Il débute les trois matchs de la série qui se termine par une égalité.

### Au plus haut niveau (depuis 2017)

#### Vainqueur du Pro14, de la Coupe d'Europe et du Tournoi des Six Nations en 2018
À partir de la saison 2017-2018, Tadhg Furlong est un titulaire indiscutable en province et en sélection. Avec le Leinster il participe à 17 rencontres dont 16 en tant que titulaire. Il se qualifie dans un premier temps en finale de la Coupe d'Europe après avoir éliminé les Saracens et les Scarlets. Durant la finale, face au Racing 92, il est titulaire en première ligne accompagné par Cian Healy et Sean Cronin et bat les Français 15 à 12. Il remporte ainsi la Coupe d'Europe pour la première fois de sa carrière. De même en championnat, son équipe atteint la finale du Pro14 où son elle affronte les Gallois des Scarlets. Furlong est dans la même première ligne que face au Racing et le Leinster s'impose 40 à 32.
Avec le XV du Trèfle, il prend part aux trois matchs d'automne 2017 face à l'Afrique du Sud, les Fidji et l'Argentine. Puis, il est sélectionné pour le Tournoi des Six Nations 2018. Il joue quatre des cinq matchs du tournoi en étant titulaire à chaque fois, manquant seulement la rencontre face au Pays de Galles à cause d'une blessure. L'Irlande remporte tous ces matchs et réalise ainsi le Grand Chelem. Il s'agit du premier titre en sélection nationale pour Tadhg Furlong. En fin de saison, il participe à la tournée d'été de son pays en Australie. Il joue les trois matchs de la tournée et marque par la même occasion son premier essai international, permettant à l'Irlande de gagner pour la première fois en Australie depuis 1979.

#### Vainqueur du Pro14 en 2019, 2020 et 2021
Lors de la saison 2018-2019, il joue dix-huit matchs toutes compétitions confondues, dont quinze titularisations et inscrit deux essais. Le Leinster se qualifie pour les phases finale de championnat auxquelles il participe. Sa province atteint la finale, où elle affronte les Écossais de Glasgow. Il est titulaire pour cette finale et son équipe s'impose sur le score de 15 à 18. Aussi, le Leinster atteint la finale de la Coupe d'Europe où il affronte les Saracens. Il est également titulaire et inscrit le seul essai de son équipe. Les Irlandais sont battus 20 à 10.
En sélection nationale, il participe à deux matchs amicaux en novembre 2018, face à l'Argentine et la Nouvelle-Zélande. Puis, il est appelé pour le Tournoi des Six Nations 2019. Il débute chaque matchs de la compétition et l'Irlande termine en troisième position.
En début de saison 2019-2020, il est une nouvelle fois retenu par Joe Schmit pour la Coupe du monde 2019. Il joue les quatre matchs de poule, puis est titulaire en quarts de finale face à la Nouvelle-Zélande qui élimine l'Irlande de la compétition (défaite 46-14). Il est ensuite convoqué pour le Tournoi des Six Nations 2020, durant lequel il joue les trois premiers matchs, avant de se blesser d'abord au dos, puis au mollet,. Pendant son absence, le Leinster atteint la finale du Pro14 où il affronte l'Ulster et s'impose sur le score de 27 à 5,.
Furlong fait son retour sur les terrains en deuxième partie de saison 2020-2021, le 30 janvier 2021, lors d'un match de championnat face aux Scarlets. Dans la foulée, il est convoqué pour participer au Tournoi des Six Nations 2021. Il joue tous les matchs en étant titularisé à trois reprises. L'Irlande termine en troisième position et Tadhg Furlong est nommé dans l'équipe type de la compétition. De retour avec le Leinster, la province atteint de nouveau la finale du Pro14. Cette fois, face au Munster, Furlong débute sur le banc, Andrew Porter lui étant préféré dans le XV de départ, puis le remplace en seconde période. Son équipe l'emporte une fois de plus, sur le score de 16 à 6,. Il remporte ainsi le Pro14 pour la quatrième saison consécutive.
Ensuite, il est nommé dans l'équipe des Lions britanniques et irlandais pour la tournée en Afrique du Sud en 2021. Il joue trois matchs dans cette tournée remportée par les Sud-africains.
En fin d'année 2021, il est nommé, lors des Prix World Rugby, dans le XV masculin de l'année.

#### Finaliste de la Coupe d'Europe en 2022
En 2021-2022, il joue au total treize matchs inscrivant deux essais. Sa province se qualifie dans un premier temps en finale de la Coupe d'Europe après avoir éliminé le Connacht, Leicester et le Stade toulousain. En finale, face au Stade rochelais, il est titulaire en première ligne avec Rónan Kelleher et Andrew Porter. Il joue 62 minutes avant d'être remplacé par le Samoan Michael Alaalatoa mais son équipe est battue sur le score de 21 à 24. En United Rugby Championship, le Leinster est éliminé en demi-finale par l'équipe sud-africaine des Bulls.
Avec l'Irlande, il est sélectionné pour le Tournoi des Six Nations 2022, durant lequel il est titularisé à chaque match de son pays, qui termine en deuxième position derrière la France qui réalise le Grand Chelem. Il fait un bon tournoi, lui permettant d'être nommé dans l'équipe type de la compétition.
À la fin de l'année 2022, il est récompensé lors des Prix World Rugby lorsqu'il est sélectionné dans le XV masculin de l'année, pour le seconde fois consécutive.

#### Grand Chelem avec le XV du Trèfle en 2023
Durant la saison 2022-2023, il est d'abord convoqué début janvier 2023 en équipe d'Irlande par Andy Farrell pour disputer le Tournoi des Six Nations. Cependant, il manque les trois premiers matchs à cause d'une blessure à l'aine, puis fait son retour lors de la quatrième journée, face à l'Écosse,. Il joue donc les deux derniers matchs du tournoi en tant que titulaire et l'Irlande remporte la compétition en réalisant le Grand Chelem. De retour avec le Leinster, son équipe est dans un premier temps éliminée en demi-finale du United Rugby Championship par le Munster qui remportera la compétition. Toutefois, la province se qualifie en finale de la Champions Cup où elle affronte le Stade rochelais pour la seconde année consécutive. Pour cette rencontre, Furlong est titulaire en première ligne accompagné par Dan Sheehan et Porter, mais les Rochelais l'emportent une fois de plus, sur le score de 27 à 26. Il perd ainsi sa deuxième finale dans la compétition en deux ans,.
Fin mai 2023, il est présélectionné dans un groupe de 42 joueurs pour préparer la Coupe du monde 2023 avec son pays,.
En fin d'année 2023, il est, pour la troisième année d'affilée, sélectionné dans le XV masculin de l'année lors des Prix World Rugby
En janvier 2024, il est sélectionné pour le Tournoi des Six Nations.
Durant la saison 2024-2025, il remporte la finale du United Rugby Championship en battant les Sud-Africains des Bulls sur le score de 32 à 7. Il s'agit du premier titre gagné par le Leinster depuis 2021, après de nombreuses finales perdues.
Début mai 2025, il est convoqué pour la tournée des Lions britanniques et irlandais en Australie. Il y joua quatre rencontres : une face à l'Argentine et trois face à l'Australie.  

## Statistiques

### En province
| Saison         | Club           | Championnat               | Championnat | Championnat | Coupe d'Europe | Coupe d'Europe | Coupe d'Europe |
| Saison         | Club           | Compétition               | Matchs      | Essais      | Compétition    | Matchs         | Essais         |
| -------------- | -------------- | ------------------------- | ----------- | ----------- | -------------- | -------------- | -------------- |
| 2013-2014      | Leinster       | Pro12                     | 7           | -           | Coupe d'Europe | -              | -              |
| 2014-2015      | Leinster       | Pro12                     | 20          | 2           | Coupe d'Europe | 5              | 1              |
| 2015-2016      | Leinster       | Pro12                     | 16          | -           | Coupe d'Europe | 2              | -              |
| 2016-2017      | Leinster       | Pro12                     | 9           | -           | Coupe d'Europe | 7              | 1              |
| 2017-2018      | Leinster       | Pro14                     | 8           | -           | Coupe d'Europe | 9              | -              |
| 2018-2019      | Leinster       | Pro14                     | 9           | 1           | Coupe d'Europe | 9              | 1              |
| 2019-2020      | Leinster       | Pro14                     | 1           | -           | Coupe d'Europe | 5              | 1              |
| 2020-2021      | Leinster       | Pro14                     | 2           | -           | Coupe d'Europe | 2              | 1              |
| 2020-2021      | Leinster       | Pro14 Rainbow Cup         | 2           | -           | Coupe d'Europe | 2              | 1              |
| 2021-2022      | Leinster       | United Rugby Championship | 6           | -           | Coupe d'Europe | 7              | 2              |
| 2022-2023      | Leinster       | United Rugby Championship | 2           | -           | Coupe d'Europe | 2              | -              |
| Total Leinster | Total Leinster | Total Leinster            | 82          | 3           | Coupe d'Europe | 48             | 7              |

### Internationales

#### Équipe d'Irlande des moins de 20 ans
Tadhg Furlong a disputé treize matchs avec l'équipe d'Irlande des moins de 20 ans en deux saisons, prenant part à une édition du Tournoi des Six Nations des moins de 20 ans en 2011 et à deux éditions du Championnat du monde junior en 2011 et 2012. Il n'a pas inscrit de points.

#### Équipe d'Irlande
Au 21 avril 2023, Tadhg Furlong compte 71 sélections avec l'Irlande pour cinq essais marqués, soit 25 points. Il a pris part à huit éditions du Tournoi des Six Nations de 2016 à 2023 et à deux éditions de la Coupe du monde, en 2015 et 2019.

## Palmarès

### En club
- Leinster
  - Vainqueur du Pro12/Pro14/United Rugby Championship en 2014, 2018, 2019, 2020, 2021 et 2025.
  - Finaliste du Pro12 en 2016.
  - Vainqueur de la Coupe d'Europe en 2018.
  - Finaliste de la Coupe d'Europe en 2019, 2022, 2023 et 2024.

### En sélection nationale
- Irlande
  - Vainqueur du Tournoi des Six Nations en 2018 (Grand Chelem), 2023 (Grand Chelem) et 2024.

### Distinctions personnelles
- Prix World Rugby : Membre du XV masculin de l'année en 2021, 2022 et 2023.
- Membre de l'équipe type du Tournoi des Six Nations en 2021 et 2022.